# Lipit-Ishtar
Lipit-Ishtar (fl. XX secolo a.C.) è stato un sovrano amorreo dell'età paleo-babilonese.

## Biografia
Lipit-Ishtar (anche Lipit-Eshtar), ca. 1870 a.C. - 1860 a.C. secondo la cronologia bassa o ca. 1934 - 1924 a.C., secondo la cronologia media, è stato il quinto re della Prima dinastia di Isin, succedendo al padre, Ishme-Dagan. Regnò dieci anni secondo la Lista reale sumerica.
Solo alcuni documenti e iscrizioni reali del suo tempo sono sopravvissuti. È conosciuto per alcuni inni in lingua sumera scritti in suo onore.
Particolarmente importante è il cosiddetto Codice di Lipit-Ishtar, una raccolta di norme, preceduta da un prologo e chiusa da un epilogo. Gli articoli, che sono stati decifrati sono circa una quarantina e rappresentano un terzo dell'intera raccolta.
Trattano della locazione delle navi, dell'enfiteusi, di reati connessi alle coltivazioni dei terreni e della gestione degli animali. Inoltre affronta argomenti inerenti alla schiavitù e alla falsa testimonianza.
Sono anche stigmatizzati tutti i comportamenti, per i quali era possibile perdere la proprietà dei beni.
Spazio importante era anche dedicato al matrimonio ai diritti dei figli e all'eredità. Principi sui quali fu poi basata l'educazione scolastica per diversi anni dopo la sua morte. Precede di circa 200 anni il Codice di Hammurabi.
La prima metà del Codice di Lipit-Ishtar non è mai stato trovato, ma i frammenti che ci sono pervenuti, ci hanno permesso di avere un affascinante spaccato della vita quotidiana di questa antica civiltà, con la disciplina sull'uso delle imbarcazioni, sulle transazioni immobiliari (soprattutto frutteti), sul sistema di schiavitù, sulla nobiltà, sull'ereditarietà, sul matrimonio e sulla regolazione del bestiame (buoi).

## Alcuni articoli del codice
- 09 Se un uomo è entrato nel frutteto di un altro uomo e lì è stato fermato per aver rubato, pagherà dieci sicli d'argento [Is 1].
- 10 Se un uomo abbattuto un albero nel giardino di un altro uomo, egli dovrà pagare la metà di una mina d'argento [Is 2]..
- 24 Se la seconda moglie che aveva sposato gli diede figli, la dote che ha portato dalla casa di suo padre, appartiene ai suoi figli, ma i figli della prima moglie e i figli della sua seconda moglie si dividono equamente la proprietà del loro padre  [Is 3].
- 16 Se un miqtum (servitore) è andato a un uomo di sua spontanea volontà,  l'uomo non può tenerlo; lui (il miqtum ) può andare dove vuole.[Is 4].
- 37 Se un uomo affittato un bue e danneggiato la sua coda, dovrà pagare un quarto il suo prezzo [Is 5].

## Reperti archeologici
1. ↑  Frammento B-Code table (UM 29-16-55 + 29-16-249), Louvre.
2. ↑  Sumerian King List extant in 16 copies, Scheda Archiviato il 30 luglio 2016 in Internet Archive. su livius.org.

## Iscrizioni cuneiformi
1. ↑  Iú-ù ....................(09ᵃ riga della XIII colonna)
2. ↑  kiris6-lú-ka  ........(10ᵃ riga della XIII colonna)
3. ↑  dam-ejgir-ra .....(24ᵃ riga della XVI colonna)
4. ↑  tukum-bi ............(16ᵃ riga della XIV colonna)
5. ↑  é-nu-un-ba-a ....(37ᵃ riga della XVIII colonna)